# Polyrhachis consimilis
Polyrhachis consimilis är en myrart som beskrevs av Smith 1858. Polyrhachis consimilis ingår i släktet Polyrhachis och familjen myror. Inga underarter finns listade i Catalogue of Life.